# 팔라완주
팔라완주(영어: Province of Palawan, 타갈로그어: Lalawigan ng Palawan)는 필리핀 서쪽 끝에 있는 주이다. 면적은 14,896.3km2로 필리핀 최대의 주이다. 인구는 849,469명(2015년), 주도는 푸에르토프린세사(Puerto Princesa)로 주의 유일한 도시이다.

## 개요
미마로파 지방(MIMAROPA, Region IV - B)에 속해 있었지만 2005년에 서비사야 지방(Western Visayas, Region VI)으로 이관한다는 대통령령이 나왔다. 그러나 주민의 대부분이 사전 협의가 빠진 이관령에 반발하는 바람에 이 대통령령은 아직 실행에 옮기지 않고 있으며 팔라완 주는 미마로파 지방에 남아 있다.
주의 대다수를 차지하는 팔라완섬은 남북으로 길게 뻗어있고 북동쪽으로는 서민도로주, 남서쪽으로는 말레이시아 사바주(보르네오섬)와 접하고 있다. 주 내에는 투바타하 암초 해양공원과 푸에르토 프린세사 지하강 국립공원이 있고 아름다운 바다와 열대어를 자랑하는 관광지이다. 하지만 팔라완 주를 포함하여 타위타위주와 술루주 등과 함께 열대성 말라리아 발생 지역이어서 대책을 마련하고 있다.
북쪽은 남중국해, 남쪽은 술루해와 맞닿아 있다. 또한 팔라완 주는 술루해의 쿠요 제도와 카가얀 제도도 포함한다. 국제적인 영유권 분쟁 지역 가운데 하나인 스프래틀리 군도는 팔라완섬에서 수백 km 서쪽 남중국해 해상에 흩어져 있는데 이들 섬도 팔라완 주에 속한다. 필리핀에서는 이 섬을 칼라야안 군도(Kalayaan, "자유"라는 뜻)라고 부르고 있다.

## 행정 구역

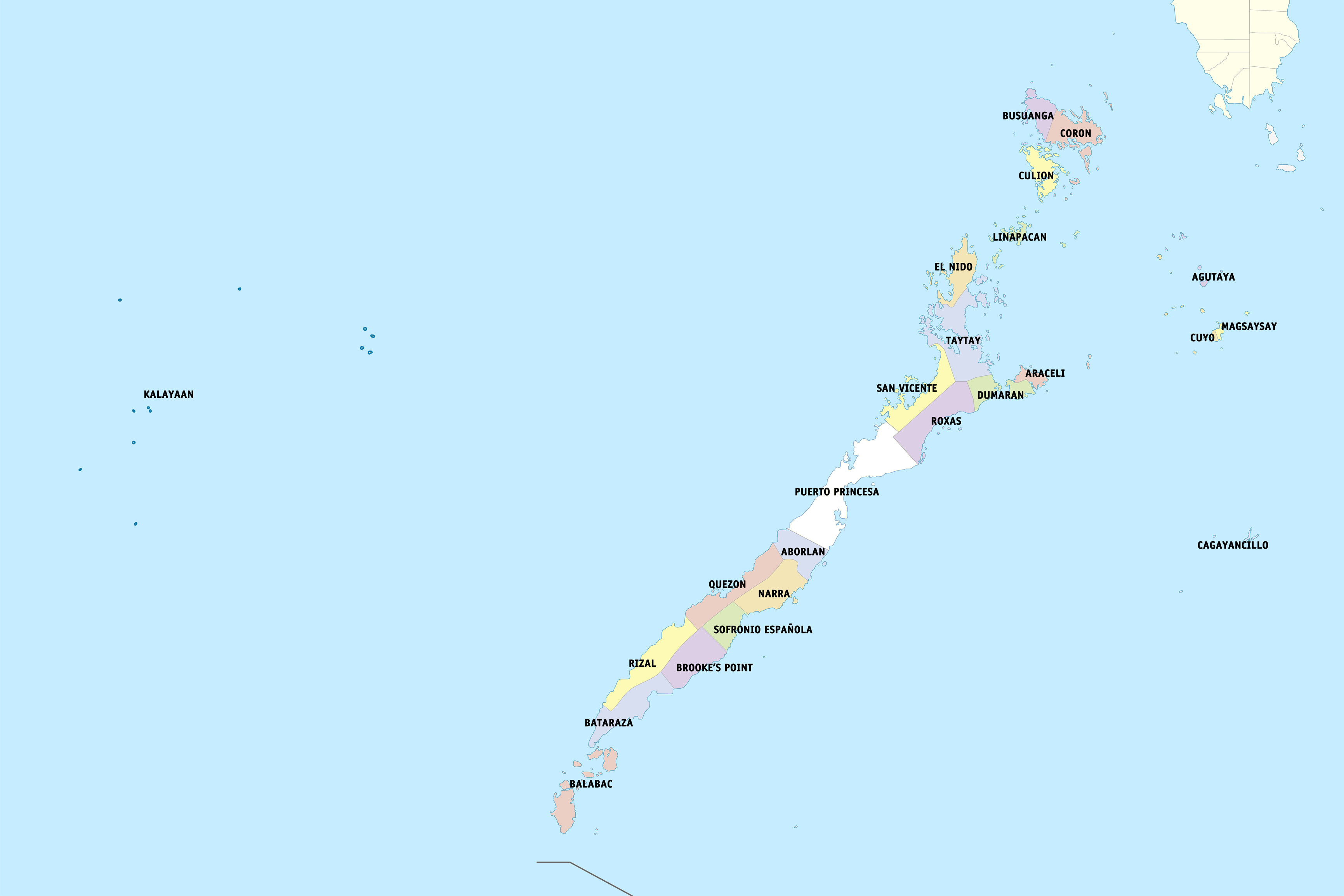
팔라완주 지도

동사마르 주는 1개의 도시와 23개 읍으로 이루어진다. 주도(州都)는 푸에르토프린세사이다.

### 도시
- 푸에르토프린세사 (Puerto Princesa) - 주도

### 읍/자치체

#### 팔라완섬
- 아보를란(Aborlan)
- 바타라사(Bataraza)
- 브룩스 포인트(Brooke's Point)
- 두마란(Dumaran) - 팔라완섬과 두마란섬의 남부
- 엘 니도(El Nido)
- 나라(Narra)
- 케손(Quezon)
- 리살(Rizal)
- 로하스(Roxas)
- 산비센테(San Vicente)
- 소프로니오 에스판뇰라(Sofronio Española)
- 타이타이(Taytay)

#### 칼라미안 군도
- 부솽가(Busuanga)
- 코론(Coron)
- 쿨리온(Culion)
- 리나파칸(Linapacan)

#### 쿠요 군도
- 아구타야(Agutaya)
- 쿠요(Cuyo)
- 막사이사이(Magsaysay)

#### 섬들에서 다른 읍들
- 아라셀리(Araceli) - 두마란섬의 북부
- 발라박(Balabac) - 발라박섬
- 카가얀실리오(Cagayancillo) - 카가얀실리오섬
- 칼라야안(Kalayaan) - 칼라야안 군도

## 인구
| 연도                                                                     | 인구    | ±% p.a. |
| ------------------------------------------------------------------------ | ------- | ------- |
| 1903                                                                     | 35,696  | —       |
| 1918                                                                     | 69,053  | +4.50%  |
| 1939                                                                     | 93,673  | +1.46%  |
| 1948                                                                     | 106,269 | +1.41%  |
| 1960                                                                     | 162,669 | +3.61%  |
| 1970                                                                     | 198,861 | +2.03%  |
| 1975                                                                     | 254,356 | +5.06%  |
| 1980                                                                     | 311,548 | +4.14%  |
| 1990                                                                     | 436,140 | +3.42%  |
| 1995                                                                     | 510,909 | +3.01%  |
| 2000                                                                     | 593,500 | +3.26%  |
| 2007                                                                     | 682,152 | +1.94%  |
| 2010                                                                     | 771,667 | +4.59%  |
| 2015                                                                     | 849,469 | +1.85%  |
| 2020                                                                     | 939,594 | +2.00%  |
| (excluding Puerto Princesa City) Source: Philippine Statistics Authority |         |         |

## 같이 보기
- 푸에르토프린세사 지하강 국립공원